# Susanne Fritz
Susanne Fritz (* 29. Juli 1964 in Furtwangen im Schwarzwald) ist eine deutsche Schriftstellerin und Regisseurin.

## Leben
Geboren und aufgewachsen in Furtwangen im Schwarzwald, studierte Susanne Fritz zunächst an der FU-Berlin evangelische Theologie, beschäftigte sich intensiv mit Malerei, wechselte nach Freiburg, wo sie an den Stadttheatern Basel und Freiburg als Regieassistentin arbeitete und in Freiburg erstmals Regie führte. Ab 1989 veröffentlichte sie Prosa, 1994 ihr erstes Theaterstück Das dritte Land, das in englischer Übersetzung in Toronto, Kanada, in der Regie von Ross Manson uraufgeführt wurde. Fürs Theater bearbeitete Susanne Fritz literarische Vorlagen u. a. von James Joyce, Nathalie Nothomb und Knut Hamsun, inszenierte an verschiedenen Bühnen in Deutschland, in Frankreich und Italien. Neben ihrer Arbeit mit Profis inszenierte sie Theaterstücke mit Jugendlichen.
Seit ihrem erzählerischen Debüt Ein Schaf an der Leine (2001) veröffentlichte sie Erzählungen, Romane, Essays sowie Rezensionen und Beiträge in Zeitschriften, Kulturjournalen und Anthologien. Sie bringt weiterhin literarische Texte auf die Bühne, im Zusammenspiel mit Neuer Musik, Jazz und Improvisation. In ihrem Bühnenprogramm WortMusik tritt sie als Performerin und Pianistin auf.
Grundthemen ihrer literarischen Arbeit sind Gewalt und Sprache, Sprachlosigkeit, fragile Zugehörigkeiten und Identitäten. Fritz beschäftigt sich mit der jüngeren Geschichte, den Katastrophen der beiden Weltkriege, dem Nationalsozialismus und den Folgen bis in die Gegenwart.
Susanne Fritz‘ Eltern stammen – als Angehörige der deutschen Minderheit – aus Swarsędz/Schwersenz bei Poznań/Posen; die wechselvolle deutsch-polnische Geschichte, die jahrelange Internierung der minderjährigen Mutter in einem polnischen Arbeitslager, haben das Familienleben stark geprägt. Ihre persönliche Spurensuche Wie kommt der Krieg ins Kind (2018) wurde vielfach besprochen und 2018 für den Deutschen Buchpreis (Longlist) nominiert.
Sie ist Mitglied im PEN-Zentrum Deutschland.

## Werke
- Ein Schaf an der Leine und andere Erzählungen, mit Tuschezeichnungen der Autorin, Drey-Verlag 2001, ISBN 978-3-933765-09-3.
- Heimarbeit, Roman, Klöpfer & Meyer 2007, ISBN 978-3-940086-00-6.
- Die Hitze ließ nur die Dinge, Roman, Klöpfer & Meyer 2009, ISBN 978-3-940086-38-9
- Kaltenherberg – Geschichten auf der Schwelle, Erzählungen und Hörbuch-CD, eingelesen und am Klavier mit eigenen Kompositionen eingespielt von Susanne Fritz, Klöpfer & Meyer, 2012, ISBN  978-3-86351-040-4.
- Wie kommt der Krieg ins Kind, Roman, Wallstein 2018, ISBN 978-3-8353-3244-7.
- Heinrich, Roman, Göttingen: Wallstein, 2023

## Auszeichnungen
- 2018: Nominierung für den Deutschen Buchpreis (Longlist) für Wie kommt der Krieg ins Kind
- 2008: Stipendiatin im Herrenhaus Edenkoben, Pfalz[2]
- 2006: Stadtschreiberin in Schwaz, Tirol
- Stipendium der Kunststiftung Baden-Württemberg